# Emse (Fluss)
Die Emse ist ein gut 14 km langer, orografisch linker Zufluss der Hörsel in Thüringen in Deutschland.

## Name
Die erste schriftliche Erwähnung fand 1103 als in Emisam statt. Bei dem Namen handelt es sich wohl um eine s-Ableitung von germanisch *ami- = 'natürlicher Wasserlauf'.
Die von 1996 bis 2013 bestehende Gemeinde Emsetal war nach dem Fluss benannt.

## Verlauf
Die Emse entsteht aus mehreren Quellbächen am Rennsteig im Thüringer Wald zwischen dem Gerberstein im Westen und dem Großen Inselsberg im Osten. Der westlichste dieser Quellbäche heißt Kroatengraben, der zentrale Schnabelwasser und der östlichste Bratpfannengraben. Historisch wurden der Bratpfannengraben und sein kürzerer, rechter Nebenbach Ländersgraben als Hauptquellbäche angenommen. Demgegenüber ist heute in Karten der Talabschnitt zwischen dem Zusammenfließen von Kroatengraben und Schnabelwasser bis zum Einmünden des Bratpfannengrabens mit Emsegrund bezeichnet.
Der vereinigte Bach durchfließt Winterstein in nordöstliche Richtung, um den Thüringer Wald durch einen Wiesengrund zu verlassen und den Ortsteil Schwarzhausen südöstlich zu tangieren, woraufhin die Stadt Waltershausen wie auch der Landkreis Gotha verlassen werden.
Weiterhin fließt die Emse im Wartburgkreis, nunmehr eher nach Norden gerichtet, etwa zwei Kilometer durch ein enges, bewaldetes Tal in einem naturbelassenen Bett, erreicht die Siedlung Sondra und schließlich den Ort Sättelstädt, wo sie in der Ortslage in die Hörsel einmündet.

## Wirtschaftshistorie
In den Orten Winterstein, Schmerbach und Schwarzhausen wurde bereits im Spätmittelalter die Wasserkraft der Emse und ihrer Zuflüsse für Zwecke der Metallverhüttung und Metallverarbeitung genutzt. Mehrere Getreidemühlen wurden in Sättelstädt, Sondra und Schwarzhausen betrieben. In Winterstein befand sich eine Lohmühle, auch Sägemühlen sind wahrscheinlich.
Um 1920 bemühte sich die Stadt Eisenach um den Bau einer Trinkwasser-Talsperre bei Schwarzhausen. Sie scheiterte am energischen Widerstand des Waldbesitzers von Wangenheim (Winterstein).